# Матч за звання чемпіона світу із шахів 1935
П'ятнадцятий чемпіонат світу з шахів був проведений у різних містах Нідерландів з 3 жовтня по 16 грудня 1935 року. Претендент Макс Ейве переміг чинного чемпіона Олександра Алехіна з рахунком 15½ — 14½ і став п'ятим чемпіоном світу.

## Результати
Перший гравець, що вигравав шість ігор і набирав понад 15 очок, ставав чемпіоном світу.
|                            | 1 | 2 | 3 | 4 | 5 | 6 | 7 | 8 | 9 | 10 | 11 | 12 | 13 | 14 | 15 | 16 | 17 | 18 | 19 | 20 | 21 | 22 | 23 | 24 | 25 | 26 | 27 | 28 | 29 | 30 | Перемоги | Рахунок |
| -------------------------- | - | - | - | - | - | - | - | - | - | -- | -- | -- | -- | -- | -- | -- | -- | -- | -- | -- | -- | -- | -- | -- | -- | -- | -- | -- | -- | -- | -------- | ------- |
| Олександр Алехін (Франція) | 1 | 0 | 1 | 1 | ½ | ½ | 1 | 0 | 1 | 0  | ½  | 0  | ½  | 0  | ½  | 1  | ½  | ½  | 1  | 0  | 0  | ½  | ½  | ½  | 0  | 0  | 1  | ½  | ½  | ½  | 8        | 14½     |
| Макс Ейве (Нідерланди)     | 0 | 1 | 0 | 0 | ½ | ½ | 0 | 1 | 0 | 1  | ½  | 1  | ½  | 1  | ½  | 0  | ½  | ½  | 0  | 1  | 1  | ½  | ½  | ½  | 1  | 1  | 0  | ½  | ½  | ½  | 9        | 15½     |